# Shinigami no Ballad
Shinigami no Ballad (jap. しにがみのバラッド Shinigami no baraddo; Ballada o shinigami) – manga napisana przez Keisuke Hasegawę, na podstawie której w późniejszym czasie powstało anime pod tym samym tytułem. Opowiada o losie dwójki shinigami, których zadaniem, jako aniołów śmierci, jest zabijanie ludzi oraz oswajanie ich ze śmiercią. Główną bohaterką jest Momo, a jej pomocnikiem latający czarny kot z dzwoneczkiem na szyi - Daniel.

## Serial live action
Wyprodukowano 12-odcinkowy serial telewizyjny, emitowany przez TV Tokyo od 9 stycznia do 27 marca 2007 roku. Za czołówkę serialu posłużyła piosenka Senkō (jap. 閃光) śpiewana przez Sacra, natomiast piosenką końcową był No Surprises śpiewane przez zespół Triceratops. Rolę Momo grała Shōko Hamada, rolę Daniela Riko Yoshida.